# Macieira (bebida)
Macieira é um destilado português tradicionalmente produzido no Bombarral entre 1885 e 2014.

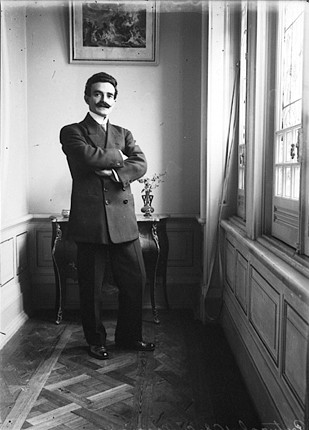
José Guilherme Macieira

O destilado foi criado por José Guilherme Macieira, filho de José Maria Macieira, após ter estudado enologia na Região Francesa de Cognac. A sua receita mantém-se tão original e secreta como em 1885. O sucesso de Macieira foi instantâneo, a sua qualidade e reputação ganharam verdadeiros apreciadores leais à marca, como Fernando Pessoa. Após o seu lançamento em 1885, Macieira continua a ser líder de mercado em Portugal e exportado para mais de 30 países em 5 continentes.
Com graduação alcoólica de 36°, 40° ou 43°, a Macieira é obtida a partir da aguardente vínica com um envelhecimento mínimo de seis meses em cascos de carvalho. Resulta da destilação de uvas de castas diversas e assenta numa receita que permanece inalterada desde o seu lançamento.

## História
Em 1865, José Maria Macieira fundou a Macieira & Cª Lda, com o propósito de vender azeite, vinho e destilados. Vinte anos mais tarde a companhia começou a produção do seu próprio destilado, Macieira Royal Brandy, e foi eleito pelo Rei D. Carlos I como fornecedor da casa real.
Macieira foi exibido e premiado em várias feiras internacionais como a Feira Universal de Paris em 1900, Feira Industrial de África do Sul em 1904, Feira Comemorativa da Inauguração do Canal do Panamá em 1915, entre outras. Além disso, foi selecionada para repor os stocks de cognac que foram destruídos durante a II Guerra Mundial.

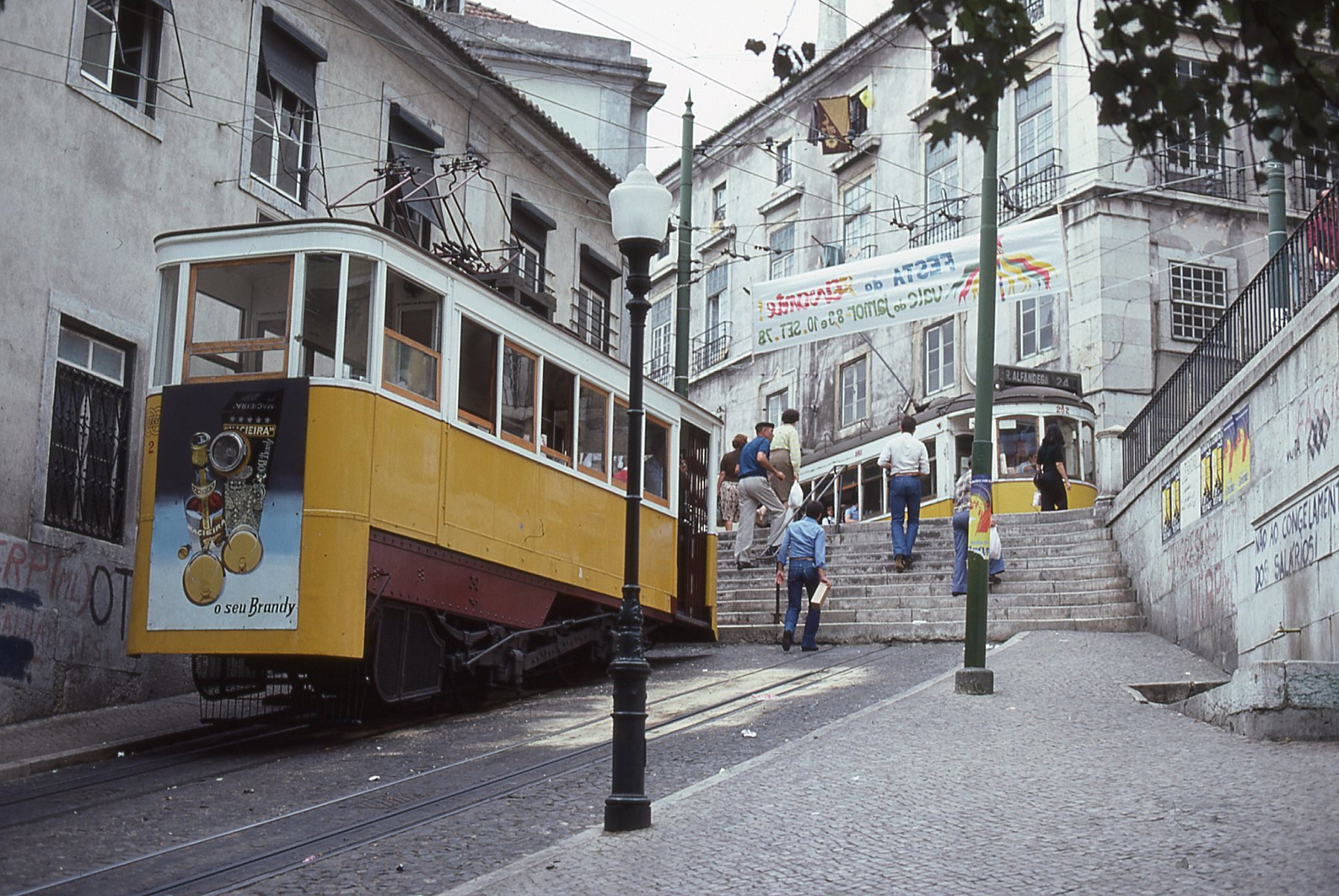
Elevador da Glória (Lisboa), em 1977, com publicidade ao Macieira.

Em 1973 Macieira foi adquirida pela Seagram, que por sua vez foi adquirida pela Pernod Ricard em 2000.
A Macieira representa mais de metade do consumo de brandy no mercado português. Num primeiro momento, combateu o declínio das vendas com uma aposta na exportação. A Macieira tornou-se na marca do portefólio da Pernod Ricard Portugal com maior volume exportado, apostando na fama de que desfruta junto do mercado da saudade. A marca é exportada para mais de 30 países, estreando-se em 2012 na Rússia e China.
A base do Bombarral produz e envelhece ainda a aguardente Aldeia Velha e D’Alma.
Em 2014, a produção da Macieira foi transferida do Bombarral para Manzanares, em Espanha. A decisão do conglomerado francês de bebidas Pernod Ricard é uma resposta à queda do consumo de brandy e uma tentativa de recolocar a Macieira na moda.

## Slogansfamosos
- «Um café e Macieira»
- «O bom sabor dos velhos tempos»